# 23444 Kukučín
23444 Kukučín è un asteroide della fascia principale. Scoperto nel 1986, presenta un'orbita caratterizzata da un semiasse maggiore pari a 2,5600057 UA e da un'eccentricità di 0,1876250, inclinata di 7,41649° rispetto all'eclittica.
L'asteroide è dedicato allo scrittore slovacco Martin Kukučín.